# 퀴리
퀴리(curie, 기호 Ci)는 방사능의 단위로, 37 기가베크렐과 같다. 즉, 매 초당 370억 개의 원자가 붕괴하는 방사능이다. 마리 퀴리와 피에르 퀴리의 이름을 땄다. 대략 라듐-226 1그램의 방사능과 같다.
즉, 국제단위계의 방사능 단위인 베크렐(Bq)로 환산하면 다음과 같다.
1 Ci = 3.7×1010 Bq = 37 GBq
(100 mCi = 3.7 GBq)
1 Bq ≅ 2.70×10−11 Ci

## 같이 보기
- 가이거 계수기
- 이온화 방사선